# Stenophragma nigricauda
Stenophragma nigricauda är en tvåvingeart som beskrevs av Edwards 1940. Stenophragma nigricauda ingår i släktet Stenophragma och familjen svampmyggor. Inga underarter finns listade i Catalogue of Life.